# Hypotrachyna neodissecta
Hypotrachyna neodissecta är en lavart som först beskrevs av Hale, och fick sitt nu gällande namn av Hale. Hypotrachyna neodissecta ingår i släktet Hypotrachyna och familjen Parmeliaceae.   Inga underarter finns listade i Catalogue of Life.